# Rydoml
Rydoml (ukr. Ридомиль) – wieś na Ukrainie w rejonie krzemienieckim należącym do obwodu tarnopolskiego.